# Slovaquie (parti)
Slovaquie (en slovaque : Slovensko), anciennement Les Gens ordinaires et personnalités indépendantes (en slovaque : Obyčajní Ľudia a nezávislé osobnosti, OĽaNO) est un parti politique slovaque conservateur axé sur la lutte contre la corruption, fondé en novembre 2011 par le député indépendant Igor Matovič, élu sur la liste du parti libéral Liberté et solidarité (SaS).
Le parti est représenté au parlement à partir de 2012. En 2020, le parti obtiendra un grand succès aux élections (25 % des voix) avec une campagne anti-système et anti-corruption. Cependant, ce succès sera de courte durée, puisque le parti fera face à une série de scandales et de déconvenues lors de son mandat à la tête du pays, en particulier à travers son président Igor Matovič. Ces remous provoqueront des élections anticipées en septembre 2023, alors que la popularité du parti est au plus bas depuis sa période gouvernementale.

## Histoire

### Fondation et premières élections
Alors qu'il se présente seul aux élections législatives anticipées du 10 mars 2012, récoltant 8,5% des voix, le parti s'allie à NOVA pour les élections législatives de 2016. Lors de celles-ci, l'alliance 11% des voix mais restera dans l'opposition.
De nouveau associés, les deux partis remportent les élections de 2020 en obtenant 53 sièges et devenant ainsi le plus grand bloc politique, incontournable afin de former un gouvernement,.
Le Gouvernement Matovič est ainsi formé le 21 mars 2020 avec trois autres partis libéraux. 

### OĽaNO au gouvernement
La période de mandat d'Igor Matovič en tant que président du gouvernement a été marquée par plusieurs scandales qui ont suscité une controverse nationale. En juillet 2020, il a été accusé de plagiat dans le cadre de sa thèse de master datant de 1998, une allégation qui a jeté une ombre sur son intégrité académique.
Pendant la pandémie de COVID-19, Matovič a fait l'objet de critiques accrues en raison de ses prises de position non conventionnelles. Notamment, sa décision de mettre en œuvre des tests de dépistage massifs sur l'ensemble de la population slovaque a été largement débattue. En mai 2021, une controverse majeure a éclaté lorsque la révélation d'un accord secret, conclu sans le consentement de ses partenaires de coalition, visant à importer 2 millions de doses du vaccin Spoutnik V a conduit à la démission d'Igor Matovič de son poste de président du gouvernement.
À la fin de son mandat, Igor Matovič était victime d'une forte chute de sa popularité, avec seulement 17 % d'approbation. Cette baisse de popularité était attribuée en partie à sa gestion controversée de la crise sanitaire, ainsi qu'à des critiques fréquentes le qualifiant d'arrogant et de mégalomane.
Le 1er avril 2021, Eduard Heger, le ministre des Finances sortant, devient président du gouvernement et forme son gouvernement, prenant la tête du pays.
Cependant, le gouvernement Heger est contraint de démissionner à la suite du vote d'une motion de censure au Parlement en décembre 2022. Ce résultat a été perçu comme la conséquence du chaos provoqué par la précédente administration d'Igor Matovič. Le 7 mars 2023, Heger rejoint le parti Démocrates. Il démissionne deux mois plus tard de la présidence du gouvernement, alors que sa coalition est en proie à des dissensions.Il a été remplacé par Ľudovít Ódor, qui a été chargé de diriger le pays dans cette période transitoire.
À quelques mois des élections législatives de septembre 2023, le parti a formé une coalition avec le mouvement libéral Pour le peuple.

## Nouveau nom
L'agence TASR dévoile le 25 octobre 2023 qu'OĽaNO — qui s'était renommé « OĽaNO et ses amis » plus tôt dans l'année — a changé de nom. Le registre des partis politiques du ministère slovaque de l'Intérieur indique en effet que le parti est désormais baptisé « Slovaquie » (Slovensko).

## Idéologie
Le parti est principalement connu pour sa lutte contre la corruption. Il a également été décrit comme populiste ou attrape-tout,. Son président Igor Matovič réalise souvent des vidéos et actions médiatisées où il tourne en dérision ses adversaires ainsi que les privilèges accordés à la classe politique slovaque, ce qui lui vaut une certaine notoriété,.

### Programme

#### Justice
En matière de lutte contre la corruption, le parti souhaite notamment accroître la protection des lanceurs d'alerte, augmenter les délais de prescription pour les délits de corruption, publier sur l'internet tout contrat, commande ou facture de l'État, des gouvernements locaux ainsi que leurs sociétés subordonées, renforcer les peines pour les auteurs de crimes de corruption ainsi que plus de transparence en ce qui concerne les subventions et l'immobilier.

## Résultats électoraux

### Élections législatives
| Année | Voix    | %     | Sièges   | Rang | Gouvernement                                              |
| ----- | ------- | ----- | -------- | ---- | --------------------------------------------------------- |
| 2012  | 218 537 | 8,55  | 16 / 150 | 3e   | Opposition                                                |
| 2016  | 287 611 | 11,03 | 19 / 150 | 3e   | Opposition                                                |
| 2020  | 721 166 | 25,02 | 53 / 150 | 1er  | Matovič (2020-2021), Heger (2021-2023), opposition (2023) |
| 2023  | 264 137 | 8,90  | 16 / 150 | 4e   | Opposition                                                |

### Élections européennes
| Année | %    | Mandats | Rang | Groupe |
| ----- | ---- | ------- | ---- | ------ |
| 2014  | 7,4  | 1 / 13  | 4e   | CRE    |
| 2019  | 5,3  | 1 / 14  | 6e   | PPE    |
| 2024  | 1,99 | 0 / 14  | 9e   |        |

## Identité visuelle

Logo en 2023
Logo depuis 2024.